# Magyarország geokémiai nagytájai

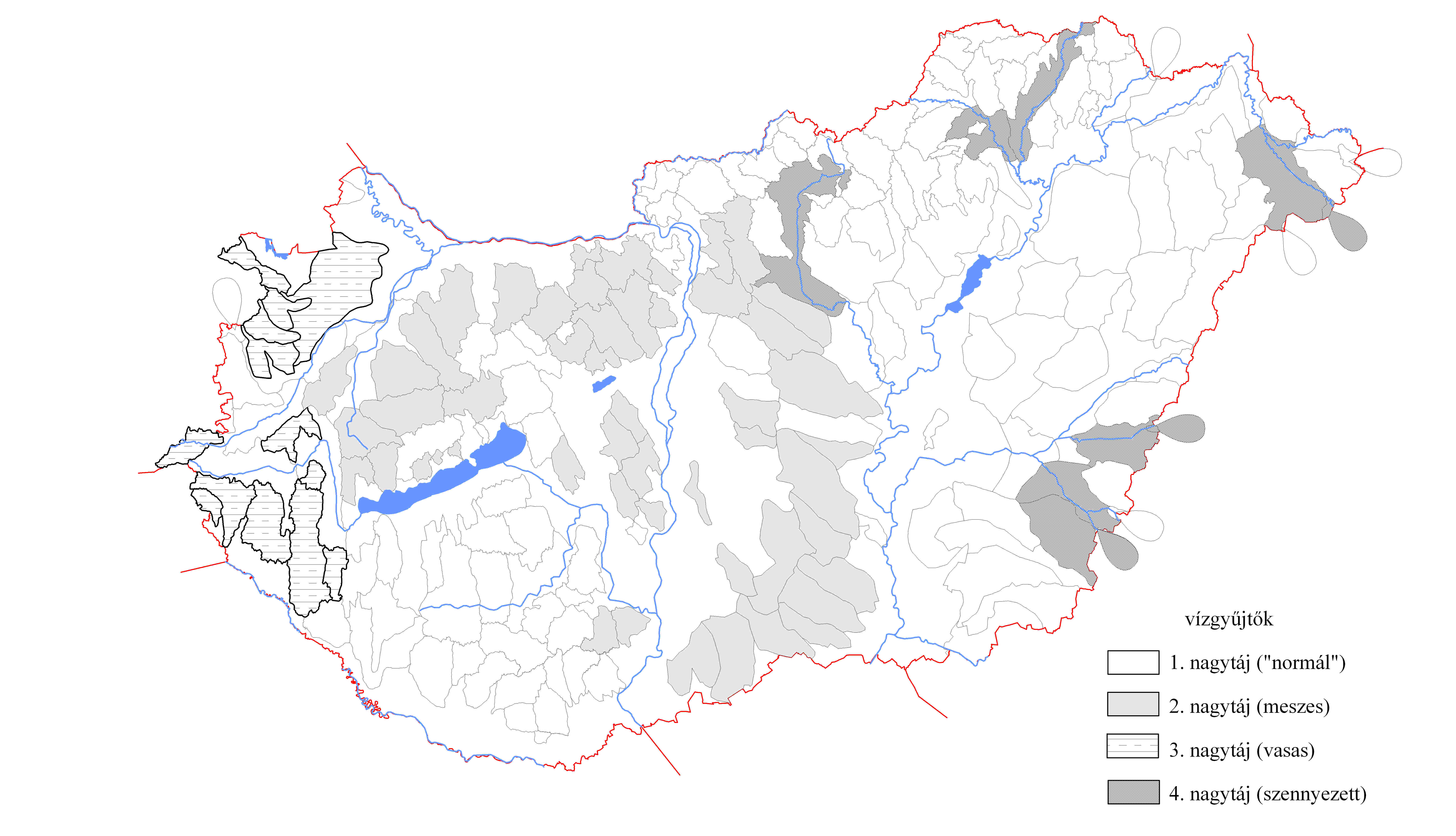
Magyarország geokémiai nagytájai
1. jellemző elemcsoport nélkül;
2. Ca, Mg, Sr (CO_{3}^{2−}, SO_{4}^{2−}, PO_{4}^{3−})
3. Fe, Co, Cr, Ni (Al, Mn)
4. Ag, As, Au, Cd, Cu, Pb, Sb, Zn

Magyarország geokémiai nagytájai az ország azon részei, amelyeken a felszíni, illetve felszínközeli üledékek, talajok elemháztartása viszonylag egyveretű, a többi nagytájétól viszont markánsan különbözik.
Az ország geokémiai nagytájait a Magyar Állami Földtani Intézetben, Magyarország geokémiai atlaszát összeállítva különítették el. A nagytájak nem kaptak nevet, csak sorszámot.

## A négy nagytáj
1. Hazánk területének nagyobbik részén nem jelölhető ki specifikus elemcsoport, épp ezért ez önálló nagytájnak számít az Alföld. Ezeken – a térképen fehéren hagyott – területeken az egyes elemek mennyiségét alapvetően a talajtani jellemzők (kötöttség, humusztartalom stb.) határozzák meg.
2. Az ország középső részét a Duna uralja: ártéri rétegsorában és az abból kifújt, szélhordta üledékekben (pl. a Duna–Tisza közi hátságon) erőteljes talajmeszesedést figyelhetünk meg – ez értelemszerűen a Ca, Mg, Sr (CO32−, SO42−, PO43−) felhalmozódásával, gyakorlatilag az összes többi tápelem kiszorulásával jár.
Azokon a helyeken, ahol a felszín alatt néhány méter mélységben összefüggő, rossz vízáteresztő képességű mészakkumulációs szintek alakulnak ki, jelentős vízháztartási problémák lépnek fel; a nagyobb gyökérmélységű növények életfeltételei romlanak. Ez a folyamat a Tisza árteréről és a Tiszántúlról gyakorlatilag hiányzik (a Nyírségben alárendelt jelentőségű).
3. A nyugati határ mentén, viszonylag rövid szállítás után lerakódott, alpi eredetű üledékeken képződött talajokban némileg több a vas, a kobalt, a króm, a nikkel (az alumínium és a mangán), mint az ország más részein.
4. Analóg gazdaságföldrajzi helyzetükből adódóan önálló geokémiai nagytájként különülnek el az erdélyi bányavidék és a Felvidék nehézipari központjai felől érkező folyók árterei. Ezeken az évszázadok óta tartó környezeti terhelés a rétegsor fölső 60 cm-ére bizonyított, de valószínűsíthető, hogy egészen a talajvíz szintjéig tart.